# إس. وينتورث هورتون
إس. وينتورث هورتون هو سياسي أمريكي، ولد في 16 أكتوبر 1885، وتوفي في 2 أكتوبر 1960. نشط حزبياً في الحزب الجمهوري. وقد انتخب عضو مجلس ولاية نيويورك ‏.